# Emma Reid
Emma Reid (Royston, 24 de mayo de 1995) es una deportista británica que compite en judo. Ganó una medalla de bronce en el Campeonato Mundial de Judo de 2024, en la categoría de –78 kg.

## Palmarés internacional
| Campeonato Mundial | Campeonato Mundial | Campeonato Mundial | Campeonato Mundial |
| Año                | Lugar              | Medalla            | Categoría          |
| ------------------ | ------------------ | ------------------ | ------------------ |
| 2024               | Abu Dabi (EAU)     | Medalla de bronce  | –78 kg             |